# GJ 1214
GJ 1214 или Глизе 1214 — одиночная звезда в созвездии Змееносца. Находится на расстоянии примерно 40 световых лет от Солнца.

## Характеристики
Звезда является красным карликом с видимой звёздной величиной 14,67m и относится к спектральному классу M 4,5. Масса звезды составляет 0,157 массы Солнца, радиус — 0,2 солнечных радиуса. Поверхностная температура — оценочно 3000 Кельвинов (2700 °C). Светимость красного карлика примерно в 300 раз меньше светимости Солнца.
Оценки радиуса звезды — на 15 % превосходят теоретические.

## Планетная система
В 2009 году, команда Гарвардской обсерватории анонсировала открытие экзопланеты GJ 1214 b, потенциально и в значительной степени состоящей из воды и по диаметру относящейся к так называемым «суперземлям».

## Ближайшее окружение звезды
Следующие звёздные системы находятся на расстоянии в пределах 20 световых лет от GJ 1214:
| Звезда          | Спектральный класс      | Расстояние, св. лет |
| LHS 3265        | M V                     | 2,2                 |
| GJ 4006         | G0                      | 3,8                 |
| GJ 1215         | M V                     | 4,9                 |
| GJ 2128         | M3,5 V                  | 7,1                 |
| GJ 3981         | M V                     | 7,3                 |
| HIP 84123 AB    | G-M3,5 V / ?            | 8,4                 |
| HD 160346 AB    | K3 V / ?                | 8,5                 |
| α Змееносца AB  | A5 III / K5 V–K7 V      | 8,5                 |
| GJ 3967         | M V                     | 8,7                 |
| HD 154363B      | M0-3,5 V                | 9,1                 |
| HD 154363       | K5 V                    | 9,9                 |
| HD 158614 ABC   | G8-9 V-IV / ? / G8 V-IV | 14                  |
| L 1064-69       | G V                     | 14                  |
| V2292 Змееносца | G8 V                    | 14                  |
| 18 Скорпиона    | G1-5 V-Va               | 15                  |
| λ Змеи          | G0 V                    | 16                  |
| γ Змеи          | F6 V                    | 16                  |
| ψ Змеи ABC      | G5 V / K2 / G8III       | 18                  |
| ζ Геркулеса AB  | G0 IV / G7 V            | 20                  |